# Paraschevi din Roma
Sfânta Paraschevi din Roma (numită, de asemenea, Paraschiva, fecioară mucenică) a fost o martiră creștină din secolul al II-lea, venerată ca sfântă. Ea a fost arestată și torturată în timpul domniei împăratului roman Antoninus Pius (138-161) pentru că a refuzat să se închine idolilor. Deși împăratul a eliberat-o în cele din urmă după ce ea l-a vindecat în mod miraculos de orbire, ea a fost arestată în mai multe rânduri ca urmare a faptului că era creștină și a fost în cele din urmă decapitată de guvernatorul roman Tarasius.
Ea este invocată pentru vindecarea bolilor de ochi. Biserica o prăznuiește pe 26 iulie.
Biserica ortodoxă română din Istanbul îi poartă numele.

## Biografie

### Tinerețea
Paraschevi s-a născut într-un sat din apropierea Romei, probabil în timpul domniei împăratului roman Hadrian (117-138 d.Hr.). Părinții ei, Agathon și Politia, erau creștini de origine greacă și s-au rugat mulți ani ca să aibă un copil. Politia a rămas însărcinată și a născut în sfârșit un copil într-o zi de vineri, ziua patimilor Mântuitorului. Prin urmare, au numit fetița Paraskevi (Παρασκευή), ceea ce înseamnă „vineri” în limba greacă (literalmente „(zi de) pregătire” pentru sabat: cf. Marcu 15:42). Paraschevi a crescut și a devenit o femeie cultă și credincioasă, care a respins cererile de căsătorie ale mai multor pretendenți.
După moartea părinților, ea a împărțit săracilor averea moștenită și a devenit conducătoarea unei comunități creștine formate din tinere fecioare și văduve. A trăit în post și rugăciune, asemenea primilor creștini și a început încă din tinerețe să propovăduiască credința creștină, iar la vârsta de 30 de ani a părăsit Roma și a predicat în multe orașe și sate.

### Persecuția
A fost arestată în satul Therapia (aflat astăzi în Turcia) de soldații împăratului Antoninus Pius și adusă în fața judecătorilor. Romanii au acuzat-o că ar fi săvârșit blasfemie și că vorbele ei erau cauza tuturor bolilor care au ajuns recent în imperiu. Antoninus Pius a încercat să o convingă pe Paraschevi să renunțe la credința creștină și s-a oferit chiar să se căsătorească cu ea. Paraschevi a refuzat și a fost bătută și torturată, fiindu-i pus pe cap un coif de oțel încins în foc, căptușit cu cuie și strâns cu o menghină. Nu a părut să sufere nici o durere, iar rezistența ei i-a determinat pe mulți privitori să se convertească la creștinism. În cele din urmă, Antoninus Pius a cerut ca Paraschevi să fie cufundată într-un butoi fierbinte cu ulei și gudron. Ea a ieșit nevătămată din această încercare. Atunci când a fost acuzată că a folosit magia, Paraschevi a aruncat lichidul fierbinte pe fața împăratului. El a fost orbit și i-a cerut cu disperare ajutorul. Antoninus Pius și-a recăpătat apoi vederea și a eliberat-o pe Paraschevi. El nu i-a mai persecutat pe creștini după aceea și se spune chiar că s-ar fi convertit la creștinism.
Cu toate acestea, după moartea lui Antoninus Pius, politica imperială s-a schimbat din nou în timpul împăratului Marcus Aurelius. O ciumă a lovit poporul roman (vezi Ciuma Antonină) și mulți demnitari, inclusiv Marcus Aurelius, i-au considerat pe creștini ca fiind responsabili de mânia zeilor. Paraschevi a fost arestată din nou într-un oraș guvernat de un bărbat pe nume Asclepius, care a aruncat-o într-o groapă cu un șarpe mare. Cu toate acestea, Paraschevi a făcut semnul Crucii și șarpele a căzut mort. La fel ca și în cazul lui Antoninus Pius, minunea săvărșită de Paraschevi l-a făcut pe Asclepius să se convertească la creștinism, iar dregătorul a eliberat-o pe Paraschevi. Ea a continuat să călătorească din oraș în oraș, predicând credința creștină.

### Moartea
În cele din urmă, Paraschevi a fost arestat pentru ultima dată de un oficial roman numit Tarasius și dusă în Templul lui Apollo. La intrarea în templu, Paraschevi a făcut un semn al Crucii și toți idolii din templu au fost distruși. În loc ca privitorii să se convertească la creștinism, cum se întâmplase până atunci, ei s-au înfuriat și au bătut-o pe Paraschevi. Tarasius a poruncit decapitarea ei.

#### Relatare alternativă cu privire la moartea ei
Potrivit unor tradiții creștin-orientale, Asclepius și Tarasius au arestat-o pe Paraschevi în același timp. În timp ce Asclepius a fost mișcat de minunea ei din groapa șarpelui și a vrut să o elibereze, Tarasius nu a fost convins. El a fost atunci cel care a condamnat-o la moarte după ce ea a distrus idolii din Templul lui Apollo.

## Venerare

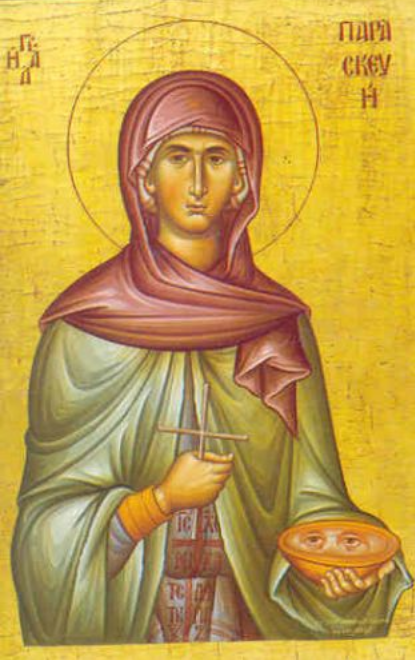
Venerată ca vindecătoare a orbilor, Sfânta Paraschevi este reprezentată adesea cu două globuri oculare în mâini.

Sfânta Paraschevi este una dintre cele mai importante sfinte vindecătoare și este venerată ca vindecătoare a orbilor. Din acest motiv, ea este reprezentată adesea cu două globuri oculare în mâini.
Moaștele ei au fost transportate mai târziu la Constantinopol. Deși nu se cunoaște precis când sau cum au ajuns moaștele ei la Constantinopol, se pare că acestea au fost expuse acolo în jurul anului 1200, astfel încât să fie accesibile pelerinilor.
Sfânta Paraschevi este prăznuită de Bisericile Orientale pe 26 iulie. Prăznuirea ei este precedată de o slujbă a utreniei și este celebrată prin Sfânta Liturghie a Sfântului Ioan Gură de Aur, care are loc în dimineața sărbătorii sale.

## Legende
„Potrivit tradiției populației din Epir, Paraschevi nu a fost martirizată la Roma așa cum se precizează în hagiografia ei tradițională, ci în Thesprotia, unde se află astăzi Mănăstirea Sfânta Paraschevi din Pounta. Conform acestei tradiții, respectate cu sfințenie de localnici, trupul decapitat al sfintei a fost înmormântat aici, iar mormântul ei este venerat încă și astăzi. Se spune că persecutorii Sfintei Paraschevi au târât-o până la marginea râului Acheron pentru a o decapita. În timp ce sabia era ridicată deasupra capului ei, ea a apucat un stâlp de piatră pe care l-a ținut atât de strâns încât amprenta mâinilor ei s-a întipărit pe el, lăsând o urmă de neșters. În cele din urmă, credincioșii au ridicat aici o biserică în cinstea ei, care adăpostește sfintele sale moaște. Craniul ei a fost amplasat în cele din urmă în zidurile bisericii, deși el este păstrat astăzi la Moni Petraki din Atena.”
 Pelerinii ar fi tăiat porțiuni din stâlpul de piatră pe care l-a apucat Sfânta Paraschevi ca un talisman, în așa fel încât mărimea stâlpului ajunsese în 1960 la jumătate din dimensiunea inițială.
În tradiția creștin-orientală se spune că minunile Sfintei Paraschevi continuă dincolo de moartea ei. La mormântul ei, orbii și-au recăpătat vederea, femeile sterile au rămas însărcinate, iar șchiopii au putut să meargă. Se spune că praful de pe mormântul ei ar avea puteri vindecătoare.